# Рамирес, Франсиско
Франсиско «Панчо» Рамирес (исп. Francisco «Pancho» Ramírez; 13 марта 1786, Консепсьон-дель-Уругвай, Вице-королевство Рио-де-ла-Плата — 10 июля 1821, Чаньяр-Вьехо, близ Вилья-де-Мария-дель-Рио-Секо, провинция Кордова) — аргентинский федеральный каудильо, был одним из лидеров провинции Энтре-Риос в годы становления Аргентинской республики, создавшим Республику Энтре-Риос. Он погиб в столкновении с войсками своего бывшего союзника Эстанислао Лопеса.

## Первые годы
Родился 13 марта 1786 года в Консепсьон-дель-Уругвай, сын парагвайского торговца Хуана Грегорио Рамиреса и Тадеи Флорентины Хордан. Одним из его сводных братьев был генерал Рикардо Лопес Хордан.
Когда началась Майская революция 1810 года, Франсискон служил курьером в патриотической армии и, будучи еще молодым, приобрел известность, организовав ополчение в своем родном городе Консепсьон-дель-Уругвай. В октябре 1811 года ополченцы города вернули его патриотам, среди которых был и Рамирес.
Он приобрел известность, сражаясь вместе с федеральным лидером Хосе Артигасом против роялистских сил в Восточной полосой. Верный делу Артигаса, когда Директория Буэнос-Айреса рассорилась с ним, Франсиско Рамирес взял на себя его защиту, сражаясь под командованием Эусебио Эренью, представителя Хосе Артигаса в регионе. После поражения барона Хольмберга, командующего централистской армией, Франсиско Рамирес сопровождал Эренью в обороне Восточной полосы от португальского вторжения и в захвате провинции Санта-Фе в союзе с Эстанислао Лопесом.

## Генеральный лидер Энтре-Риос
Однако Эусебио Эренью договорился с директором Хуаном Мартином де Пуэйрредоном о восстановлении Энтре-Риос во фракции Буэнос-Айреса. Франсиско Рамирес поднял против него оружие и победил его в 1817 году, оставшись командующим регионом реки Уругвай в качестве делегата Артигаса. Регион Бахада-дель-Парана находился под командованием другого офицера, но на практике он подчинялся Рамиресу.
Когда восточные силы были сосредоточены на обороне от португальцев в Бразилии, Рамиресу пришлось столкнуться с армией Директории, вторгшейся в его провинцию в 1818 году. Он разбил полковника Лусиано Монтеса де Оку, атаковав его войска, которые только что высадились около Арройо-де-ла-Чина, а в марте он снова отразил вторжение генерала Маркоса Балькарсе около Параны. Вскоре после этого ему пришлось защищаться от португальско-бразильских вторжений в его собственную провинцию.
В 1818 году Франсиско Рамирес двинулся на провинцию Корриентес, свергнув губернатора, посланного Директорией. Однако острое противостояние с войсками Буэнос-Айреса заставило его отправить своего сводного брата Рикардо Лопеса Хордана на помощь Эстанислао Лопесу, атакованному Хуаном Рамоном Балькарсе, и вскоре после этого отступить самому, чтобы снова встретиться с Эренью.
Среди лидеров того времени Франсиско Рамирес выделялся как один из самых способных. Он не был побежден до тех пор, пока его не предали и он не оказался в серьезном численном меньшинстве. Несколько летописцев свидетельствуют, что его войска были очень дисциплинированными, гораздо более дисциплинированными, чем войска Артигаса или Лопеса, и что они всегда носили униформу. Они сражались в идеальном порядке и выполняли приказы своих начальников с гораздо большей точностью, чем многие войска других вождей, даже больше, чем войска Директории.

## Наступление против Буэнос-Айреса
Вскоре после этого Франсиско Рамирес и Эстанислао Лопес перешли в наступление на провинцию Буэнос-Айрес после принятия в Буэнос-Айресе Унитарной конституции 1919 года, которая установила неприемлемый режим для провинций. С другой стороны, Артигас приказал ему заставить Буэнос-Айрес присоединиться к его борьбе против португальцев.
Пуэйрредон вышел из состава Директории, и его место занял генерал Хосе Рондо. Директория приказала Андской армии вернуться в столицу, чтобы подавить полевых командиров, но её командующий Хосе де Сан-Мартин отказался это сделать, как и Северная армия под командованием Мануэля Бельграно.
Поскольку незадолго до начала кампании у Франсиско Рамиреса было два союзника, столь же необычных, сколь и контрпродуктивных. Одним из них был чилийский генерал Хосе Мигель Каррера, который незадолго до этого посвятил себя, посредством печатного станка, производству антиунитаристской и профедералистской пропаганды. Его намерением было вернуться в свою страну и свергнуть Бернардо О’Хиггинса. Другим был бывший верховный директор Карлос Мария де Альвеар, который намеревался сделать то же самое в отношении Буэнос-Айреса.
Хосе Рондо передал Директорию в руки Хуана Педро Агирре и выступил против сил протектората Хосе Артигаса. Но прежде чем армия Севера смогла присоединиться к нему, его офицеры подняли мятеж под предводительством Хуана Баутисты Бустоса, чтобы вернуться на северный фронт против роялистов.
Имея в своем распоряжении только армию Буэнос-Айреса, Хосе Рондо столкнулся с Франсиско Рамиресом, Эстанислао Лопесом и Педро Кэмпбеллом в битве при Сепеде, в которой он почти наивно расположил свою армию в чрезмерно жесткой оборонительной позиции. Рамирес окружил их и атаковал с тыла, уничтожив унитарианскую кавалерию за считанные минуты. Рондо был вынужден бежать, и битва закончилась бы катастрофой для портеньос, если бы не организованное отступление Балькарсе.

## Договор Пилар
Одержав победу, федералисты двинулись на Буэнос-Айрес, где мирно изложили свои требования городскому совету: у них было десять дней на замену директивного правительства провинциальными органами власти. Ситуация в столице внезапно превратилась в полный хаос. Хосе Рондо подал в отставку, и Конгресс был распущен. В качестве законодательного органа провинции был назначен Совет представителей, который избрал губернатором Мануэля де Сарратеа, недавно пришедшего из рядов Лопеса.
В городе Пилар победившие федеральные лидеры Эстанислао Лопес из Санта-Фе и Франсиско Рамирес из Энтре-Риос подписали Договор Пилар с унитарным переговорщиком из Буэнос-Айреса. По этому договору провинции (включая Буэнос-Айрес) восстановили свой особый суверенитет, подписавшие договор провинции заявили о своей поддержке федерации, и в Сан-Лоренсо (Санта-Фе) был созван генеральный конгресс. Наконец, федеральные лидеры напомнили Буэнос-Айресу о его обязанности защищать Восточную полосу, хотя и не взяли на себя никаких обязательств в этом отношении. Рамирес обещал пригласить Артигаса присоединиться к договору не как подчиненного, а как союзника «губернатора Восточной полосы».
Слабость правительства Буэнос-Айреса вскоре стала очевидна в попытках восстановить Балькарсе. Однако Сарратеа, которого поддерживали вожди побережья, был вынужден уйти в отставку из-за решения Совета представителей не поддерживать его, и его заменил Мигель Эстанислао Солер. Солер освободил конгрессменов, выступавших за установление монархии, которые были задержаны в соответствии с одним из секретных пунктов Договора Пилар. По этой причине 28 июня он столкнулся с войсками Лопеса и Карреры в битве при Каньяда-де-ла-Крус, но потерпел поражение. Федералы окружили Буэнос-Айрес почти два месяца, пытаясь отбить Сарратею, пока 2 августа войска под командованием Мануэля Доррего, преемника Солера, не прорвали осаду и не заставили их отступить. Лопес отступил на территорию провинции Санта-Фе, пока не занял более выгодную позицию и не встретился с Доррего снова, победив его в битве при Гамонале.

## Конец Артигаса
Тем временем весть о подписании Пиларского договора достигла Хосе Хервасио Артигаса. Исключение Восточной группы из соглашений привело к ее конфронтации с прибрежными вождями. Артигас, потерпевший поражение от португальцев и бразильцев в битве при Такуарембо, отступил в сторону Энтре-Риос. Расценив это как попытку навязать ему свою власть, Франсиско Рамирес поднял оружие против своего бывшего лидера и вступил с борьбу.
Он потерпел поражение при Лас-Гуачасе, но 24 июня он разгромил его в ходе блестящего маневра в битве при Лас-Тунасе, в которой он разумно использовал артиллерию под командованием командующего Лусио Норберто Мансильи, посланного ему на помощь из Буэнос-Айреса.
После незначительной победы при Саусе-де-Луна и еще одной при Гойе над Педро Кэмпбеллом он напал на лагерь Артигаса в Абалосе, недалеко от Курузу-Куатиа, уже в провинции Корриентес, и полностью разгромил его 24 июля. Это стало концом лидерства Артигаса на побережье.
Пока его соратники преследовали Артигаса по всей территории Корриентеса, Рамирес занял город Корриентес, арестовал Педро Кэмпбелла и Мариано Веру и назначил себя губернатором. Вскоре после этого, после попытки сопротивления в Мисьонесе, Артигасу пришлось искать убежища в Парагвае у диктатора Франсии, где он прожил до своей смерти, более двадцати лет спустя.

## Республика Энтре-Риос
29 сентября Франсиско Рамирес издал в Корриентесе Конституционный регламент для трех провинций: Энтре-Риос, Корриентес и Мисьонес. 24 ноября он был избран Верховным главой Республики в Гуалегуае, откуда и произошло его прозвище Верховный Энтрерриано, которое он никогда не использовал. Шесть дней спустя он провозгласил конституцию Республики Энтре-Риос на территории этих трех провинций.
Республика просуществовала недолго, но работа, проделанная Рамиресом, была интенсивной. Он принял постановления по военным, политическим, экономическим и налоговым вопросам, отменив импортные пошлины. Он провел разделение территории на департаменты, гражданские и военные губернаторы которых избирались населением соответствующей юрисдикции. Он создал систему отправления правосудия, почтовую службу, приказал провести перепись населения и ввел обязательное начальное образование, включая грамотность и арифметику. Он также запретил убийство дикого скота, поощряя скотоводство и сельское хозяйство. Под его эгидой прошли первые в регионе выборы, на которых Франсиско Рамирес и победил.
Он по-прежнему упорствовал в своей цели противостоять португальцам, чтобы вернуть себе Восточную полосу и нейтрализовать португало-бразильское влияние в приграничной зоне, но ему требовались дополнительные военные силы, особенно пехота. Он полагал, что нашел их в Парагвае, и в связи с этим начал переписку с диктатором Франсией, при режиме которого страна имела мощную армию. Поскольку он отказался, он решил вторгнуться в эту страну и реинтегрировать ее в организацию Соединенных провинций. Он надеялся набрать около тридцати тысяч парагвайцев и использовать их для изгнания португальцев из Восточной полосы. Он запросил поддержки Лопеса, пока сосредоточивал свою армию в Корриентесе, но Эстанислао Лопес начал отдаляться от него. Десятилетием ранее правительство Буэнос-Айреса попыталось оккупировать Парагвай силой посредством военной экспедиции, одной из целей которой была вербовка десяти тысяч парагвайцев для армии Соединенных провинций. В 1821 году Франсия имела 3000 человек и строила корабли и лодки, которые стали основой парагвайского флота.
Франсиско Рамирес запросил у губернатора Санта-Фе Эстанислао Лопеса 500 ополченцев, эскадрон драгун и батальон коричневых и черных солдат. Он также запросил помощи у Буэнос-Айреса, как это было подписано в Пиларе, надеясь получить 2000 новобранцев. Всего у него уже было более 3000 человек и регулярный эскадрон для такого предприятия , по словам Хосе Луиса Бусаниче, «он бы, несомненно, уничтожил Франсию, а Парагвай был бы сегодня провинцией Аргентинской Республики».
Но, даже не приступив к выполнению задания, в январе 1821 года он отправился в Энтре-Риос.

## Разрыв с Эстанислао Лопесом
После поражения Мануэля Доррего Буэнос-Айрес остался без губернатора. Совет представителей под давлением Хуана Мануэля де Росаса избрал Мартина Родригеса новым губернатором. Он встретился с Лопесом 24 ноября 1820 года на ранчо Тибурсио Бенегаса, где при посредничестве Росаса и губернатора Кордовы Бустоса был подписан Бенегасский договор, который предусматривал созыв Генерального конвента в Кордове.
Договор предоставил Рамиресу возможность в одиночку освободить Восточную полосу и аннулировал ряд положений Договора Пилар. Верховный суд направил Мартину Родригесу письмо, в котором выразил обеспокоенность влиянием бывших сторонников Директории на новое правительство. Он потребовал, чтобы он отправил согласованное оружие и войска в Энтре-Риос. Он также настаивал на необходимости объявить войну Португалии.
Отсутствие реакции заставило его попытаться заручиться посредничеством Эстанислао Лопеса или, в случае неудачи, его поддержкой для нападения на Буэнос-Айрес. Однако соперничество между лидерами и соглашение между губернаторами Санта-Фе и Буэнос-Айресом и Кордовой исключили возможную поддержку губернатора Санта-Фе. И Хуан Баутиста Бустос, и Мартин Родригес считали, что престиж Франсиско Рамиреса и горячность, с которой он решил вернуть Восточную полосу, представляют угрозу единству страны. Этому также способствовал постоянный союз Рамиреса с Каррерой, которому в то время удалось поднять восстание в Ранкелесе на западе провинции Буэнос-Айрес, что нанесло большой урон жителям Буэнос-Айреса.
Разочарованный, Франсиско Рамирес решил снова поднять оружие против Буэнос-Айреса и против Эстанислао Лопеса. Верховный суд собрал 2000 человек и корабли для переправы через Парану. Он был на пике своего могущества, когда победил Артигаса и захватил Корриентес.

## Последняя кампания
В начале мая 1821 года полковник Анаклето Медина успешно переправился через реку Парана в Санта-Фе, захватив лошадей Лопеса и лишив его кавалерии. Несколько дней спустя основные силы армии Рамиреса также высадились недалеко от Коронды. Там он обошёл с фланга колонну во главе с Грегорио Араосом де Ламадридом из Тукумана (служившего в Буэнос-Айресе), которая направлялась на помощь Лопесу, и разоружил её.
Тем временем Мансилья отвечал за переправку пехоты на корабле в Санта-Фе. Однако Мансилья предал своего лидера: он повел войска в Санта-Фе, но вскоре снова посадил их на корабль и приказал отступать. Эскадра Буэнос-Айреса уничтожила флот Рамиреса, отрезав сообщение с Энтре-Риос и не дав Рамиресу и Медине продвинуться на юг.
Имея всего 700 человек, способных сражаться, он расположился лагерем в Коронде, чтобы оценить свой план действий. Там он получил известие о том, что Ламадрид с более чем 1500 человек, артиллерией, лошадьми и 380 000 песо, которые Буэнос-Айрес послал на помощь Эстанислао Лопесу, наступает на его позиции. Хотя Мартин Родригес поручил Ламадриду встретиться с Эстанислао Лопесом, прежде чем предпринимать какие-либо действия, последний попытался воспользоваться выгодным положением и попытался застать его врасплох возле реки Каркаранья. Но предупрежденный Рамирес сумел организовать свои силы и маневрировать таким образом, что ему удалось обратить войска Ламадрида в бегство, сохранив лошадей, боеприпасы и деньги.
Однако победа стоила ему почти половины войска, и ситуация стала отчаянной. Два дня спустя ему пришлось столкнуться с войсками Лопеса, преграждавшими ему путь в Кордову, куда он планировал отступить, стремясь окружить своих противников и пересечь Парану около Корриентеса. Столкнувшись с превосходством противника, ему пришлось бежать в самый разгар боя с отрядом всего в несколько сотен человек и двинуться на запад.
Несколько дней спустя он нашел неожиданное подкрепление в виде колонны из 700 человек под командованием Карреры, которая пришла ему на помощь из провинции Сан-Луис. Однако им не удалось договориться о плане действий: Каррера намеревался пересечь границу с Чили, а Рамирес посчитал более выгодным направиться в Корриентес. Чтобы выиграть время, они атаковали Бустоса в Крус-Альту, но потерпели неудачу из-за его оборонительной позиции. Каррере удалось приблизиться к горному хребту, но он был побежден и арестован по приказу губернатора Мендосы Томаса Годоя Круса, который приказал его расстрелять.
Франсиско Рамирес, со своей стороны, продолжил путь на север через горы, пытаясь обратиться за помощью к местной оппозиции Бустосу, но его преследовал отряд, посланный последним. 10 июля один из офицеров Лопеса разбил его в коротком бою при Чаньяр-Вьехо (недалеко от Вилья-де-Мария-де-Рио-Секо и Сан-Франсиско-дель-Чаньяра), где он снова потерпел поражение. Ему удалось бежать, но, обнаружив, что его возлюбленная (португалка Ла Дофине, сражавшаяся вместе с ним на протяжении всей кампании) попала в плен, он вернулся, чтобы спасти её. В этот момент его застрелили. Его обезглавили, а голову прибили к пике, а затем отправили Эстанислао Лопесу, который приказал ее забальзамировать и выставить в клетке у дверей мэрии Санта-Фе.
Республика Энтре-Риос не пережила Рамиреса. На короткое время его сменил сводный брат Рикардо Лопес Хордан, но 23 сентября полковник Лусио Мансилья восстал против него и сам был избран губернатором. Эти новости привели к восстановлению автономии в провинции Корриентес, а в конце октября Лопес Хордан отправился в изгнание в Пайсанду. Республика была признана погибшей, и Лусио Норберто Мансилья вступил в союз с Санта-Фе и Буэнос-Айресом. 22 января 1822 года был подписан Четырехсторонний договор, призывающий к созыву нового конгресса в Буэнос-Айресе. Война за Восточную полосу наконец разразилась в 1825 году и привела к независимости Уругвая.